# John Whitaker Hulke
Pour l’article homonyme, voir John Whitaker.
John Whitaker Hulke (6 novembre 1830-19 février 1895) est un chirurgien et géologue britannique, fils d'un médecin de Deal dans le Kent.

## Biographie
Il étudie en partie dans cette région et en partie au Moravian College à Neuwied en Allemagne de 1843 à 1845 ou il apprend la pratique de l'allemand et découvre de l'intérêt pour la géologie à travers des excursions dans le district d'Eifel. Il entre ensuite au Royal College et 3 ans plus tard commence à travailler dans un hôpital. 
Hulke est volontaire pendant la guerre de Crimée où il devient assistant chirurgien à Smyrne puis à Sébastopol. De retour au Royaume-Uni il travaille dans le même hôpital puis au  Royal Ophthalmic Hospital -- Hôpital royal d'ophtalmologie -- d'abord comme assistant chirurgien (1857) puis comme chirurgien de 1868 à 1890.
En 1870 il travaille au Middlesex Hospital ou il effectue ses travaux en chirurgie les plus importants. Il a la réputation d'être un excellent chirurgien mais sera plus spécialement reconnu comme ophtalmologiste. Dans le même temps sa réputation en géologie augmente en Europe. Il est élu membre de la royal Society en 1867 pour ses recherches sur la rétine humaine et animale, particulièrement celle de reptiles
Par la suite il consacre tout son temps libre à la géologie et plus spécialement aux fossiles de reptiles, décrivant de nombreux restes de dinosaures. En 1887 la Geological Society of London lui décerne la médaille Wollaston. Il est président de la Geological Society et de la Pathological Society -- société de pathologie -- en 1883 ainsi que président du Royal College of Surgeons -- Collège royal de chirurgie -- de 1893 à sa mort. Hulke est non seulement un érudit en science mais aussi en littérature et en art.